# 洪鍾燦
洪鍾燦（韓語：홍종찬，1976年—），韓國電視劇導演。

## 作品列表

### 電視劇
- 2009年：MBC《令人垂涎之島》
- 2014年：SBS《異鄉人醫生》
- 2014年：DRAMAcube《Secret Love》
- 2015年：Naver tvcast《Loss：Time：Life》
- 2016年：tvN《Dear My Friends》
- 2017年：tvN《名不虛傳》
- 2017年：tvN《世上最美麗的離別》
- 2018年：JTBC《Life》
- 2019年：tvN《她的私生活》
- 2022年：Netflix《少年法庭》
- 2022年：tvN《Link：盡情吃，用力愛》
- 2024年：Netflix《浮游先生》

### 製作人作品
- 2010年：SBS《檢察官公主》
- 2011年：SBS《城市獵人》
- 2013年：SBS《主君的太陽》

### 助理導演作品
- 2004年：SBS《飛天舞》

## 外部連結
- NAVER （页面存档备份，存于）